# School of Rick
School of Rick (Originaltitel: Pilot) ist die erste Episode der Zeichentrickserie Rick and Morty. Sie wurde von den Erfindern der Serie, Justin Roiland und Dan Harmon geschrieben, Roiland führte auch die Regie. Die Episode wurde erstmals am 2. Dezember 2013 auf Adult Swim ausgestrahlt, die deutsche Erstausstrahlung erfolgte am 30. November 2014 auf TNT Serie. Als erste Episode stellt sie insbesondere die fünf Hauptfiguren vor.

## Handlung
Eines Nachts kommt Rick Sanchez, ein älterer, genialer Wissenschaftler, im stark alkoholisierten Zustand in das Zimmer seines Enkels Morty, zerrt ihn aus dessen Bett und nimmt ihn in seinem Raumschiff mit, da er eine Überraschung für ihn habe. Er ist der Meinung die Erde bedürfe eines Neustarts, dazu hat er eine Neutrinobombe gebaut, die alle Menschen bis auf Morty und seine Klassenkameradin Jessica als Adam und Eva auslöschen soll. Morty hält dagegen, dass diese ihm kaum Beachtung schenkt. Er versucht die Situation zu bereinigen und kann das Flugobjekt landen, bevor ihm Rick offenbart, dass es nur ein Test gewesen sei, um Morty dazu zu bringen, durchsetzungsfähiger zu werden. Kurz darauf wird Rick ohnmächtig und die Bombe schaltet ein Signalgeräusch ein. Der Ausgang dieses Abstechers wird dem Zuschauer nicht gezeigt.
Am nächsten Morgen sitzt die Familie Smith gemeinsam am Frühstückstisch. Durch Beth wird offenbart, dass Rick vor kurzem erst wieder in ihr Leben getreten ist. Morty ist aufgrund des nächtlichen Ausflugs sehr müde, verschweigt seinen Eltern allerdings den Grund dafür. Seine Schwester Summer vermutet korrekt, dass er wieder mal mit ihrem Großvater des Nachts unterwegs war, was zu einer verbalen Auseinandersetzung zwischen Rick und seinem Schwiegersohn Jerry führt. Ersterer ist der Meinung, dass die Schule nichts für schlaue Leute sei und Morty daher auch nicht dafür ausgeschlafen haben muss.
Später in der Schule ordnet der Mathelehrer Mr. Goldenfold einen Test an. Morty schläft allerdings ein und träumt zunächst von Zahlen, ehe ihm im Traum seine Mitschülerin Jessica erscheint. Sie fordert ihn auf, ihre Brüste anzufassen, was Morty allerdings in seinem Unterbewusstsein auf die reale Welt überträgt und dies daher bei Mr. Goldenfold tut. Später auf dem Gang wird er von Frank Palicky, einem offensichtlichen Schulhofschläger grundlos angegangen, allerdings schnell durch seinen Großvater gerettet, der Frank einfriert. Rick überzeugt seinen Enkel, Geschichte sausen zu lassen, um ihn bei einer Mission in einer anderen Dimension zu unterstützen, was dieser auch tut. Der noch eingefrorene Frank wird kurz darauf von Summer angesprochen, die offenbar auf ihn steht, zerfällt allerdings kurz darauf in winzige Stücke.
Auf der Arbeit ist Beth gerade damit beschäftigt eine Operation am offenen Herzen eines Pferdes durchzuführen, als ihr Ehemann Jerry sie zum Mittagessen abholen möchte, was diese aufgrund ihres Beschäftigtseins ablehnt. Sie wird wütend, als Jerry bemerkt, dass es sich lediglich um ein Pferd handle. Jerry schlägt ihr vor, seinen Schwiegervater in ein Altersheim zu verlegen, was Beth wutentbrannt ausschlägt.
Rick und Morty erreichen derweil durch ein Portal die Dimension 35-C, die als äußerst bunt und mit merkwürdig geformten Felsen dargestellt wird. Ersterer teilt Morty mit, dass er sogenannte Megasamen der dort wachsenden Megabäume für seine Forschung benötige. Morty plagt zunächst die Angst, was Rick ihm zunächst zwar versucht auszureden, jedoch jäh durch ein spinnenähnliches Monster unterbrochen wird, das auch ihm Angst einjagt. Sie können entkommen, begegnen allerdings sehr bald weiteren Monstern, die Rick wie im Überschwang Morty als einzigartig darstellt. Bald darauf erreichen die beiden eine Klippe, in deren Tal sich Megabäume befinden. Während Morty nach Einzelheiten über die Megasamen fragt, die Rick nicht beantwortet, gibt er ihm spezielle Schuhe, mit denen er die Klippe hinuntersteigen kann. Bevor ihn Rick jedoch dahingehend warnen kann, dass sie zunächst eingeschaltet werden müssen, stürzt Morty bereits die Klippe hinunter und bricht sich beide Beine.
Zurück bei den Smiths, sind Jerry und Beth immer noch am diskutieren über Jerrys Entschluss, Rick in ein Altersheim zu verlegen. Beth vermutet, dass Jerry ihr die Familie wegnehmen möchte, nachdem Rick gerade erst wieder in ihr Leben getreten ist. Jerry hält dagegen, was ihr Vater für einen schlechten Einfluss auf ihren Sohn hätte und daher weg müsste. Beth meint daraufhin, dass Morty auch schon vor dem Einzug ihres Vaters Probleme in der Schule hatte und es ihr wichtiger ist, dass er in ihrem Vater wenigstens einen Freund hat. Ihr Streit wird unterbrochen als sich Schulleiter Vagina am Telefon meldet und die Eltern um ein Gespräch über ihren Sohn bittet.
In Dimension 35-C liegt Morty derweil mit seinen gebrochenen Beinen in großen Schmerzen am Boden, während ihm Rick erklärt, wie einfach es war die Klippe hinunterzusteigen, nachdem er seine Stiefel eingeschaltet hatte. Morty beschwert sich über das ignorante Verhalten seines Großvaters gegenüber seinen Verletzungen und dass es ihn um jeden Preis nur um die Megasamen gehe. Daraufhin verlässt Rick die Dimension durch ein Portal und kehrt nach ein paar Sekunden mit einem Serum aus einer fortgeschritteneren Dimension zurück, welches er Morty injiziert und seine Beine sofort heilt. Morty ist davon begeistert und vergisst seinen Ärger auch sogleich wieder. Morty kann daraufhin die Samen von dem Megabaum holen, während ihm Rick erklärt, dass er an einem Ort gewesen ist, in denen alle Menschen künstlich jung gehalten wurden, er selbst aufgrund seines höheren Alters verehrt wurde und aufgrund dessen, dass in jener Dimension die Zeit viel schneller verging und seine Portalgun deshalb keinen Akku mehr hat. Sie können also nicht direkt zurück zu Erde und müssten daher durch den galaktischen Zoll. Morty soll daher die Samen in seinem Rektum verstecken, um diese durch den Zoll zu schmuggeln. Rick selbst habe dies schon zu oft gemacht, weshalb sein Rektum nicht mehr straff genug sei.
In der Schule werden Mortys Eltern in der Zwischenzeit von Rektor Vagina informiert, dass Morty in den letzten zwei Monaten lediglich sieben Stunden in der Schule war, was Jerry kurzzeitig zu seinen Gunsten verklärt, um seine Auseinandersetzung gegen Beth zu gewinnen. Die Meldungen über seine Abwesenheit wurden demnach jedes Mal Rick überbracht, weshalb Mortys Eltern Unkenntnis davon hatten.
Am galaktischen Zoll soll Morty stichprobenhaft gescannt werden. Zu ihrem Bedauern müssen er und Rick feststellen, dass die insektähnlichen Zollbediensteten einen neuen Scanner im Einsatz haben, der Schmuggelware auch in Rekten erkennen kann. Rick und Morty ergreifen daraufhin die Flucht, vorbei an allerlei außerdimensionalen Wesen, verfolgt von den Sicherheitsbeamten. Rick behindert die Verfolger, indem er mehrere Störungen auf dem Weg einbaut, um die Verfolger zu verlangsamen. Bald darauf erreichen die beiden ein Fluchtportal. Rick muss jedoch erst die Koordinaten der Erde eingeben, während Morty die Verfolger mit Schusswaffengewalt aufhalten soll. Morty will allerdings niemanden erschießen, also erzählt ihm Rick, dass dies nur Roboter seien und diese dürfe man erschießen. Nachdem ein Verfolger von Morty getroffen wird und schwer verletzt am Boden liegen bleibt, meint Rick er habe dies nur so daher gesagt, da er Bürokraten nicht ernst nehmen würde. Nach einem weiteren kurzen Schusswechsel konnte Rick die Koordinaten eingeben. Sie landen in der Cafeteria von Mortys Highschool, direkt vor Jessicas Augen, was diese sehr beeindruckt. Allerdings sind auch gerade der Rektor und Mortys Eltern zugegen.
Zurück zu Hause, beginnen Jerry und Beth damit, Ricks Sachen aus der Garage, seinem Arbeitsplatz, zu bewegen und seinen Umzug in ein Altersheim durchzuziehen. Rick ist überhaupt nicht damit einverstanden und stellt sich als Genie dar. Während des Streits gibt Jerry von sich, dass Morty an einer Lernbehinderung leide, was Rick als unwahrscheinlich ansieht, da er ihn für sehr intelligent ansieht. Schnell fragt er ihn, was die Quadratwurzel aus Pi sei und wie das Erste Gesetz der Thermodynamik lautet, was Morty sofort und wie auswendig gelernt aufsagen kann. Rick meint, dass Morty durch deren Abenteuer viel mehr lernen würde. Seine Eltern sind begeistert. Nachdem sie die Garage verlassen haben offenbart Rick seinem Enkel, dass nichts was er seinen Eltern sagte wahr ist, er in Wirklichkeit „strunzendumm“ sei und ihn lediglich die Megasamen in seinem Rektum mit zeitweiliger Intelligenz ausgestattet haben. Ein Nebeneffekt ist allerdings, dass sich die Samen nach drei Stunden auflösen, seine Gehirnfunktion zum Erliegen bringen und seine motorischen Fähigkeiten aufheben, was exakt in der Sekunde geschieht, als dies Rick gerade ausgesprochen hat. Aufgrund dessen, müssten sie daher nochmals zurück um neue Megasamen zu beschaffen, während Rick erzählt, wie viele Abenteuer sie gemeinsam erleben werden.

## Kritik
Die Folge erhielt gemischte bis positive Kritiken und wurde bei der Erstausstrahlung von etwa 1,1 Mio. Menschen gesehen. Zach Handlen vom A.V. Club meint: „The viewer is never allowed to forget the dark implications of Rick’s ambitions. Which means there are still stakes, which makes the jokes funnier and keeps the stories interesting.“
Jason Taby von Screen Rant vergleicht die Pilotfolge mit erfolgreichen Serien wie Doctor Who oder Per Anhalter durch die Galaxis.

## Wissenswertes
- Der deutsche Titel ist eine Anspielung auf den Film School of Rock von Richard Linklater aus dem Jahr 2003.